# 川野トモ
川野 トモ（かわの とも、1920年7月24日 - 2007年8月14日）は、株式会社ヤオコー創業者、ヤオコー名誉会長。埼玉県比企郡小川町出身。義父は川野清三。子に川野幸夫・川野清巳。旧姓：門倉トモ。
そのバイタリティや商才の高さから「小川のおしん」の異名を持つ。また父親が経営していた古物商「門倉商店」は、創業当時の八百幸商店の主要取引先だったという。

## 経歴
- 小川町にある古物商「門倉商店」の娘。小川高等女学校を卒業し、東京・神田の村田簿記学校（現・東京経営短期大学）を卒業[1]。
- 1940年（昭和15年） - 当時小学校の代用教員だったトモは、義父の川野清三の実弟である川野荘輔と結婚し（門倉商店の得意客であった八百幸商店にトモが商品を運ぶ中で縁談が持ち上がる[1]）、八百幸商店に嫁ぐ。
- 1942年（昭和17年） - 長男・川野幸夫を出産する。夫・荘輔はこの付近から8年間ほど出征していた。幸夫を八百幸商店の跡継ぎとして育てることを考えていた[2]。戦後は清三らと交代で東武東上線を利用して神田青果市場や築地市場へ買い出しに行き、仕入れるだけ売れる状況から商売の楽しさに目覚めていった[1][2]。
- 1948年（昭和23年） - 次男・川野清巳を出産する。この頃から、清三らから夫・荘輔とともに基本的に八百幸商店の経営を任せられる。トモは現在の店長のような役割をこなすことになり、商売に忙しく子育ては基本的に清三らに任せるようになる[1][2]。
- 1957年（昭和32年）7月 有限会社八百幸商店を設立、監査役に就任。
- 1958年（昭和33年） セルフサービス方式を導入しスーパーマーケット業態での販売を開始。
- 1968年（昭和43年）4月よりチェーンストアとしての展開に着手。
- 1974年（昭和49年）3月 有限会社八百幸商店を改組し、株式会社ヤオコーを設立、専務取締役に就任。
- 1974年（昭和49年）10月 株式会社ヤオコー代表取締役社長に就任。
- 1975年（昭和50年）5月 株式会社スーパーサンワ代表取締役社長に就任。
- 1979年（昭和54年）7月 株式会社名友を設立、代表取締役社長に就任。
- 1985年（昭和60年）1月 株式会社ヤオコー代表取締役会長に就任。
- 1987年（昭和62年）9月 株式会社ヤオコー取締役会長に就任。
- 2007年（平成19年）6月 株式会社ヤオコー名誉会長に就任。
- 2007年（平成19年）8月14日、老衰のため87歳没。

## 関連書籍
- 川野幸夫『日本一強いスーパーヤオコーを創るために母がくれた50の言葉』産経新聞出版 ISBN 4819111434